# Pollimyrus
Pollimyrus is een geslacht van straalvinnige vissen uit de familie van de tapirvissen (Mormyridae).

## Soorten
- Pollimyrus adspersus (Günther, 1866)
- Pollimyrus brevis (Boulenger, 1913)
- Pollimyrus castelnaui (Boulenger, 1911)
- Pollimyrus cuandoensis Kramer, van der Bank & Wink, 2013
- Pollimyrus eburneensis Bigorne, 1991
- Pollimyrus guttatus (Fowler, 1936)
- Pollimyrus isidori (Valenciennes, 1847)
- Pollimyrus macroterops (Boulenger, 1920)
- Pollimyrus maculipinnis (Nichols & La Monte, 1934)
- Pollimyrus marianne Kramer, van der Bank, Flint, Sauer-Gürth & Wink, 2003
- Pollimyrus nigricans Boulenger, 1906)
- Pollimyrus nigripinnis (Boulenger, 1899)
- Pollimyrus pedunculatus (David & Poll, 1937)
- Pollimyrus petricolus (Daget, 1954)
- Pollimyrus plagiostoma (Boulenger, 1898)
- Pollimyrus pulverulentus (Boulenger, 1899)
- Pollimyrus schreyeni Poll, 1972
- Pollimyrus stappersii (Boulenger, 1915)
- Pollimyrus tumifrons (Boulenger, 1902)